# Straß (Erding)
Straß ist ein Gemeindeteil der Großen Kreisstadt Erding im Landkreis Erding, Oberbayern.

## Lage
Die Einöde liegt rund fünf Kilometer südlich von Erding. 200 Meter östlich verläuft die Staatsstraße 2331.